# Zita Szentgyörgyi
Zita Szentgyörgyi (* 13. November 2006) ist eine ungarische Leichtathletin, die sich auf den Sprint spezialisiert hat.

## Sportliche Laufbahn
Erste internationale Erfahrungen sammelte Zita Szentgyörgyi beim Europäischen Olympischen Jugendfestival (EYOF) 2023 in Maribor, bei dem sie in 11,89 s die Bronzemedaille im 100-Meter-Lauf gewann und mit der ungarischen Medley Staffel (1000 Meter) mit 2:11,99 min den Finaleinzug verpasste. Im Jahr darauf schied sie bei den U20-Weltmeisterschaften in Lima mit 53,94 s im Halbfinale im 400-Meter-Lauf aus und 2025 wurde sie bei der 1. Liga der Team-Europameisterschaft in Madrid in 53,74 s Sechste im B-Lauf. Anschließen kam sie bei den U20-Europameisterschaften in Tampere im Halbfinale über 400 Meter nicht ins Ziel und belegte mit der 4-mal-400-Meter-Staffel in 3:37,84 min den siebten Platz. 
2025 wurde Szentgyörgyi ungarische Hallenmeisterin im 400-Meter-Lauf.

## Persönliche Bestleistungen
- 100 Meter: 11,59 s (+1,6 m/s), 24. Mai 2025 in Budapest
  - 60 Meter (Halle): 7,44 s, 28. Januar 2024 in Budapest
- 200 Meter: 23,85 s (0,0 m/s), 25. Mai 2025 in Budapest
  - 200 Meter (Halle): 23,95 s, 23. Februar 2025 in Nyíregyháza
- 400 Meter: 52,60 s, 24. Mai 2025 in Budapest
  - 400 Meter (Halle): 52,86 s, 1. März 2025 in Nyíregyháza (ungarischer U20-Rekord)